# Gornji Murići
Gornji Murići (cyr. Горњи Мурићи) – wieś w Czarnogórze, w gminie Bar. W 2011 roku liczyła 12 mieszkańców.